# Nagy galóca
A nagy galóca (Amanita ovoidea) a galócafélék családjába tartozó, Eurázsiában, Észak-Afrikában, Észak-Amerikában és Ausztráliában honos, meleg lomberdőkben élő gombafaj. Elvben ehető, de halálosan mérgező fajokkal is összetéveszthető, ezért fogyasztása nem javasolt. 

## Megjelenése
A nagy galóca kalapja 8-25 (30) cm széles, alakja kezdetben viszonylag sokáig tojásszerű, félig a talajba süllyed, majd felreped és a tojás alsó részéből jókora bocskor keletkezik. A kalap fiatalon félgömbös, majd domborúan, végül laposan kiterül. 
Felszíne sima, széléről sokáig burokcafrangok lógnak. Színe fehér vagy krémszínű, idősen szalmasárgás foltokkal.
Húsa vastag, fehér. Szaga idősen kissé édeskés, kellemetlen.
Sűrűn álló lemezei szabadon állnak. Színük fehér. 
Tönkje 8-15 cm magas és általában 2 cm vastag. Alakja erős, vastag, színe fehér. Felszíne fehéren pikkelykés. Vékony gallérja hamar elmállik. Bocskora nagy, fehér, idősen sárgás-okkeres, általában a talajban található. 
Spórapora fehér. Spórája széles ellipszis alakú, mérete 10–12 x 6,5–7,5 μm.

### Hasonló fajok
A mérgező hegyeskalapú galócával, a fehér galócával vagy a citromgalóca fehér változatával lehet összetéveszteni. 

## Elterjedése és termőhelye
Európában (inkább a mediterrán régióban) Ázsiában, Észak-Afrikában, Észak-Amerikában és Ausztráliában honos. Magyarországon ritka.
Meszes talajú meleg lomberdőkben, csertölgyesekben, szelídgesztenyésekben található meg. Júliustól szeptemberig terem. 
Ehető, de alaposan meg kell főzni és könnyű összetéveszteni halálos mérgezést okozó rokonaival, ezért fogyasztása nem ajánlott. 

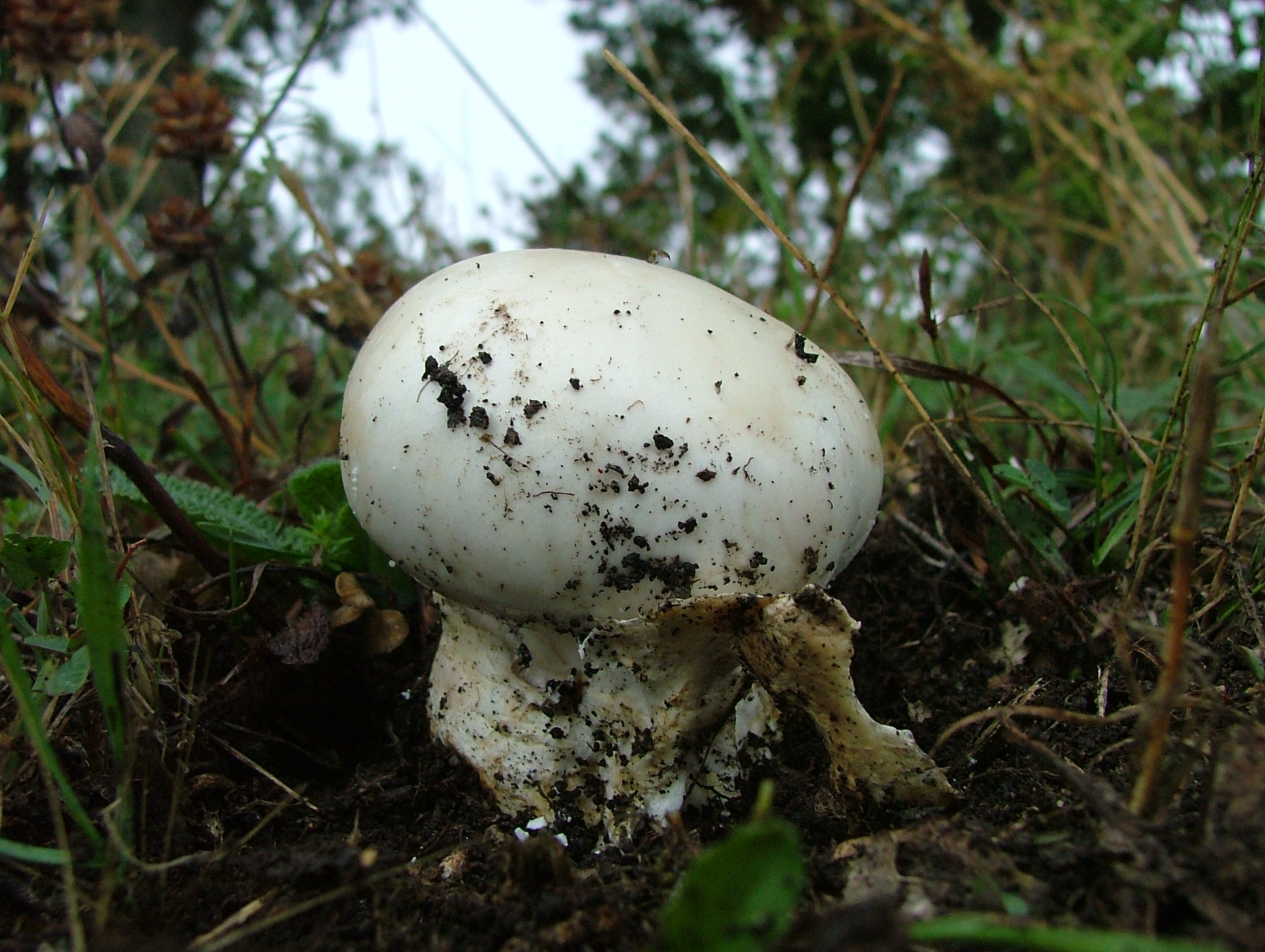
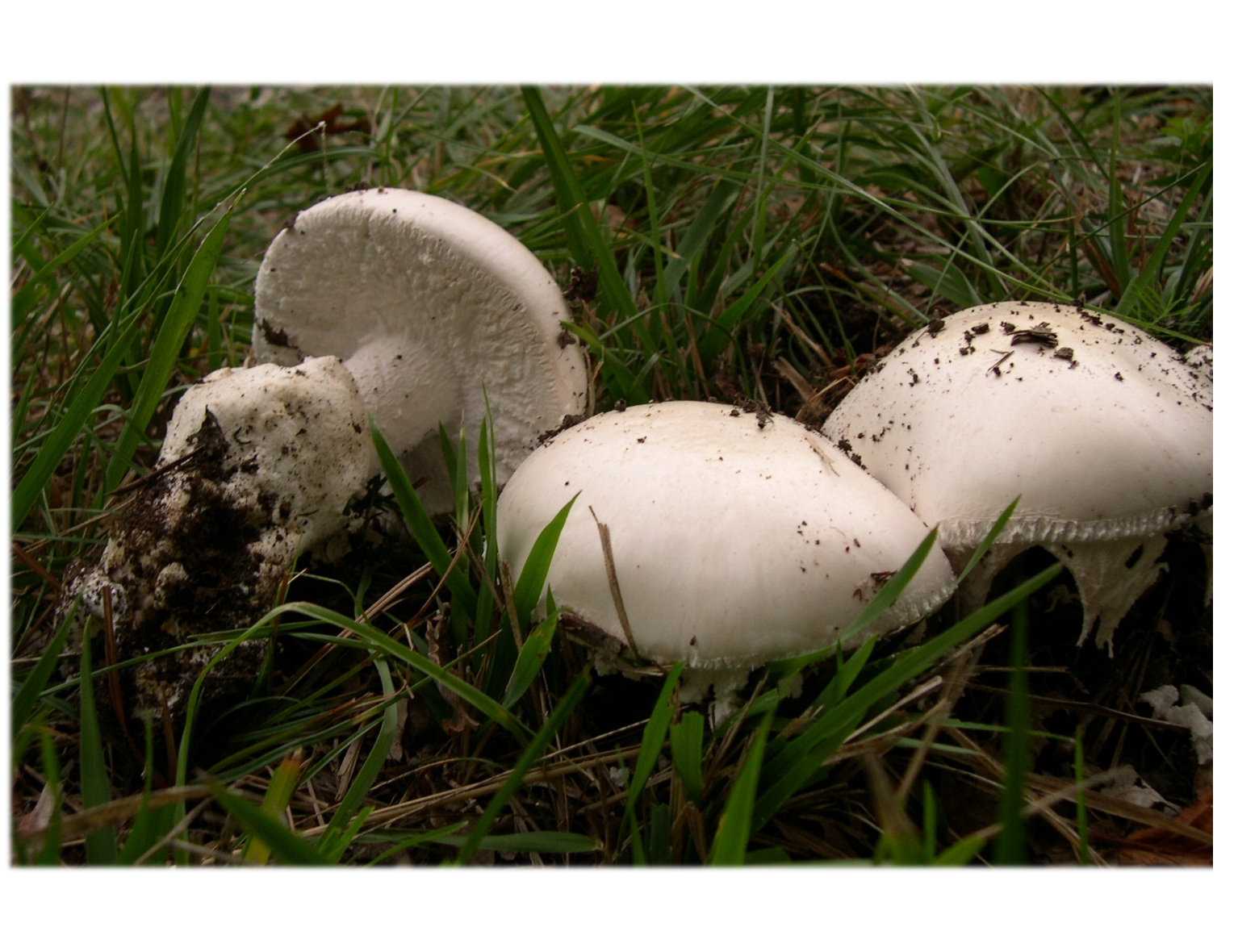
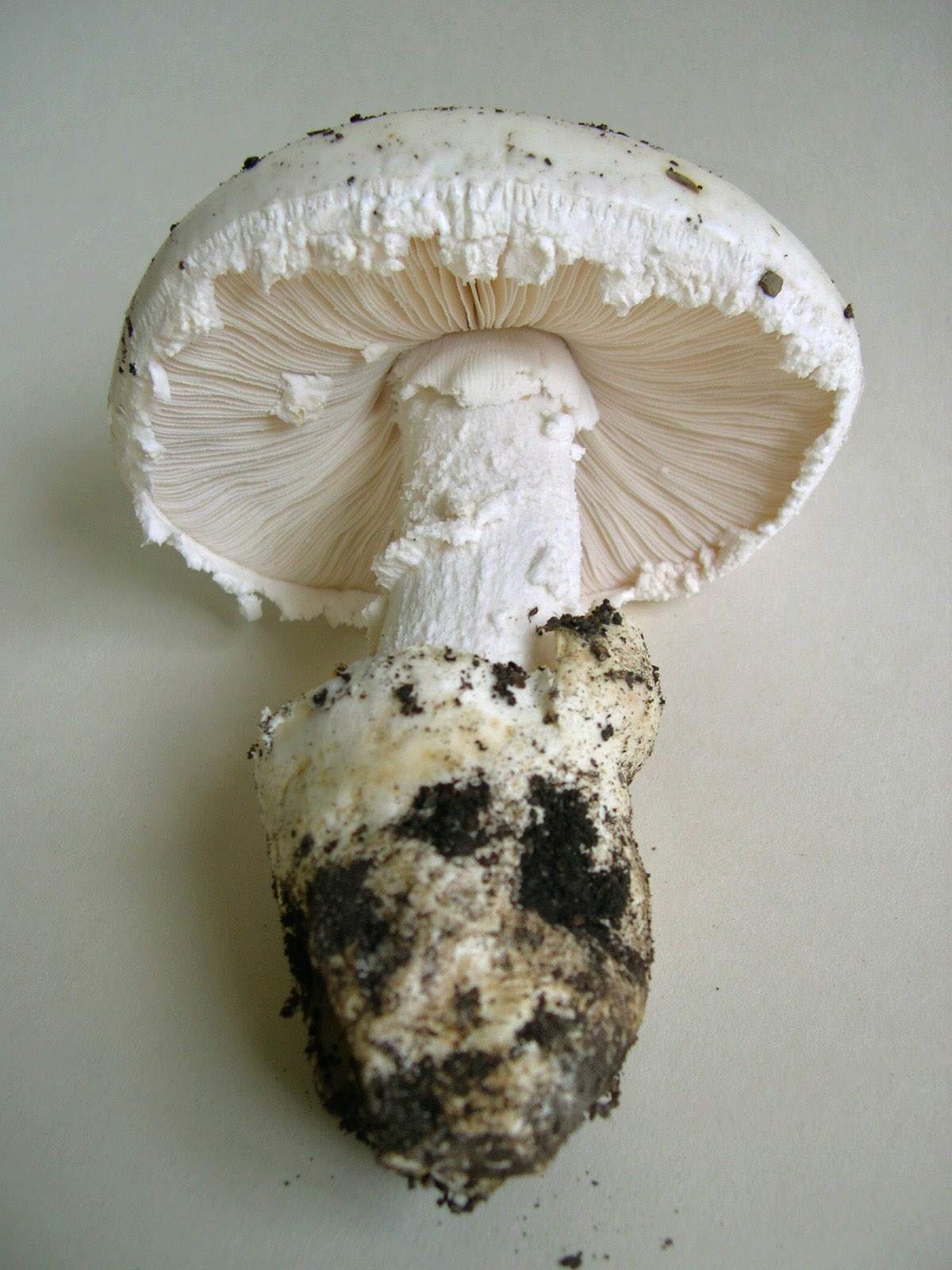
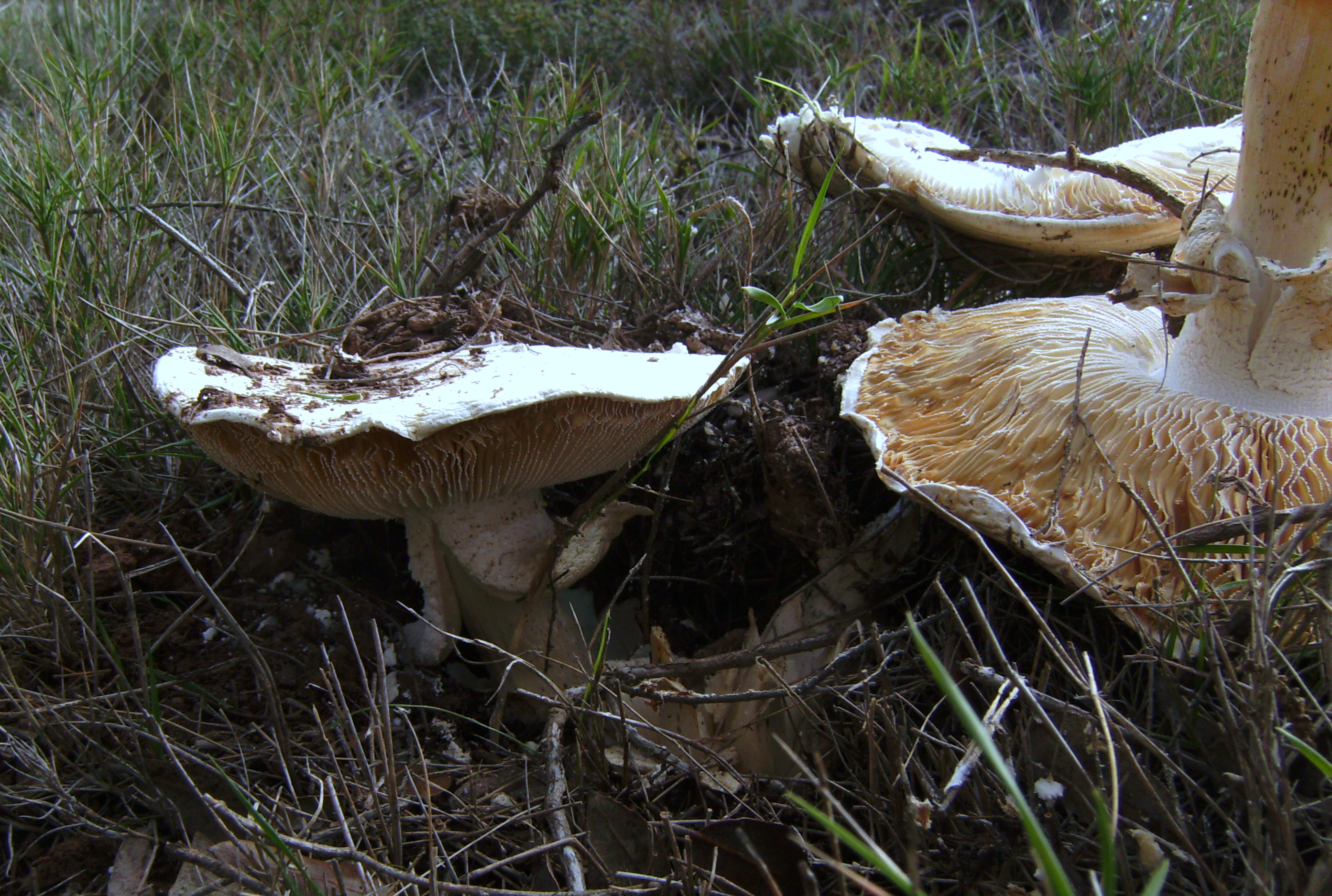
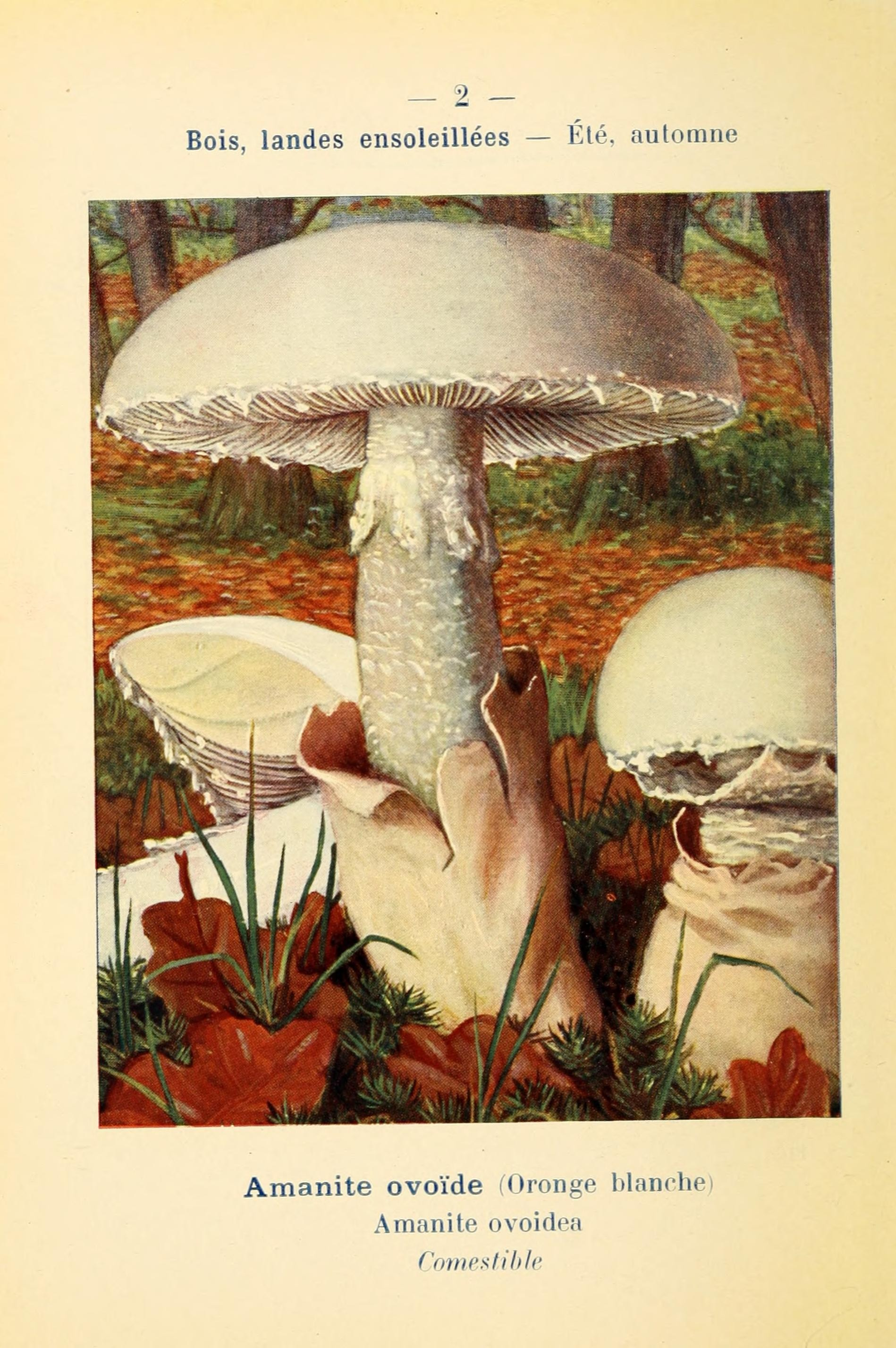